# Jelte Sondij

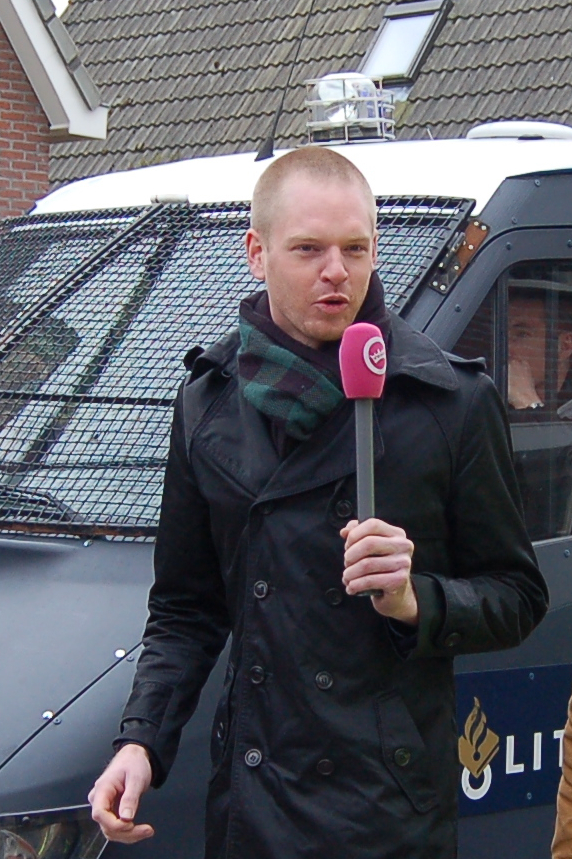
Jelte Sondij tijdens een NVU-demonstratie in Ede

Jelte Sondij (Heiloo, 13 augustus 1981) is een Nederlands televisiemaker en journalist.

## Biografie
Sondij studeerde algemene economie aan de Universiteit van Amsterdam. Tijdens en na zijn studie was hij redacteur van het literair satirische tijdschrift Propria Cures. Ook werkte hij als campagnestrateeg voor het Amsterdamse campagne- en adviesbureau BKB (Booij, Klusman en Van Bruggen).
Vanaf augustus 2009 tot april 2010 was Sondij te zien als verslaggever van het wekelijkse nieuwsprogramma CQC, dat werd uitgezonden door Veronica. Voor dit programma maakte hij reportages over actuele onderwerpen. Onder meer vanuit Uruzgan waar hij een serie maakte over de daar gestationeerde Nederlandse troepen. Het programma werd in april 2010 na twee seizoenen van de buis gehaald wegens tegenvallende kijkcijfers.
Na CQC werkte Sondij anderhalf jaar voor het weblog GeenStijl als blogger onder het pseudoniem VanKoetsveld en als verslaggever. Vervolgens wordt hij medepresentator van het journalistieke, satirische onderzoeksprogramma Rambam op Nederland 3.
Vanaf september 2012 was Sondij een jaar lang te zien als Jakhals Jelte in het programmaonderdeel De Jakhalzen van De Wereld Draait Door. Daarna is Sondij in 2014 met het VARA-programma Rambam verdergegaan.
In 2013 en 2014 presenteerde Sondij TV Lab op Nederland 3 een jaarlijks terugkerende themaweek waarin de publieke omroepen de kans krijgen om nieuwe televisieprogramma's te testen. In 2015 presenteerde hij het programma onder de nieuwe titel 3Lab. Ook deed Sondij rechtstreeks verslag op Nederland 3 van De Wereld Draait Buiten, een festival gelieerd aan De Wereld Draait Door.
Vanaf begin 2014 is Sondij een van de presentatoren van het programma De Social Club. In 2015 ontving Sondij, als presentator van Rambam, van burgemeester Jan van Zanen van de Gemeente Utrecht een Koninklijke onderscheiding. De onderscheiding werd onterecht toegekend op basis van een valse naam en een verzonnen curriculum vitae.
Voor BNN maakt Sondij een praatprogramma onder de titel Jelte's One Man Show. De serie interviews wordt uitgezonden op het themakanaal NPO 101 en online.
Voor LINDA.tv, het online platform van Linda de Mol, presenteerde Sondij de zesdelige serie OFFLINE. In dit programma werden mobiele telefoonverslaafden uitgedaagd hun mobiele telefoon meerdere dagen weg te leggen.
In 2020 maakt Sondij samen met Lars Gierveld de documentaire Is Geluk Te Koop? voor Videoland. In deze documentaire onderzoeken zij de geluksindustrie in Nederland aan de hand van interviews met coaches, deskundigen en andere betrokkenen. 
Op Radio 1 presenteerde Sondij het nachtprogramma Topradio. Later was hij regelmatig te horen als nieuwscommentator in het programma Langs de Lijn En Omstreken.
Naast zijn televisiewerkzaamheden publiceerde Sondij onder andere in De Volkskrant, HP/De Tijd, Nieuwe Revu, Winq, Hard gras en Propria Cures.

## Trivia
- Van 2005 tot en met 2012 was Sondij bestuurslid van Stichting Donorkind, een organisatie gericht op personen die zijn verwekt door middel van kunstmatige inseminatie (KID) met een anonieme donor. Jelte vond zijn eigen biologische vader in 2006 in het KRO-programma Spoorloos.[2]